# Бибербах (Швабия)
Бибербах (нем. Biberbach) — ярмарочная община в Германии, в Республике Бавария.
Община расположена в правительственном округе Швабия в районе Аугсбург. Население составляет 3361 человек (на 31 декабря 2010 года). Занимает площадь 36,90 км².

## История
Впервые место упоминается в документе, датированном 1070 годом. В то время Бибербах находился в герцогстве Швабия. В 1514 году деревня стала собственностью Якоба Фуггера, который приобрел её у императора Максимилиана I. С 1806 года место перешло к Баварии. 
1 мая 1978 года к Бибербаху были присоединены ранее независимые общины Айзенбрехтсхофен, Фейгенхофен и Маркт, а также большая часть распущенного муниципалитета Аффальтерн.
О правлении Фуггеров в Бибербахе сегодня напоминают остатки замка в селе Маркт, приходские церкви Святых Иакова и Лаврентия и Святой Крест.

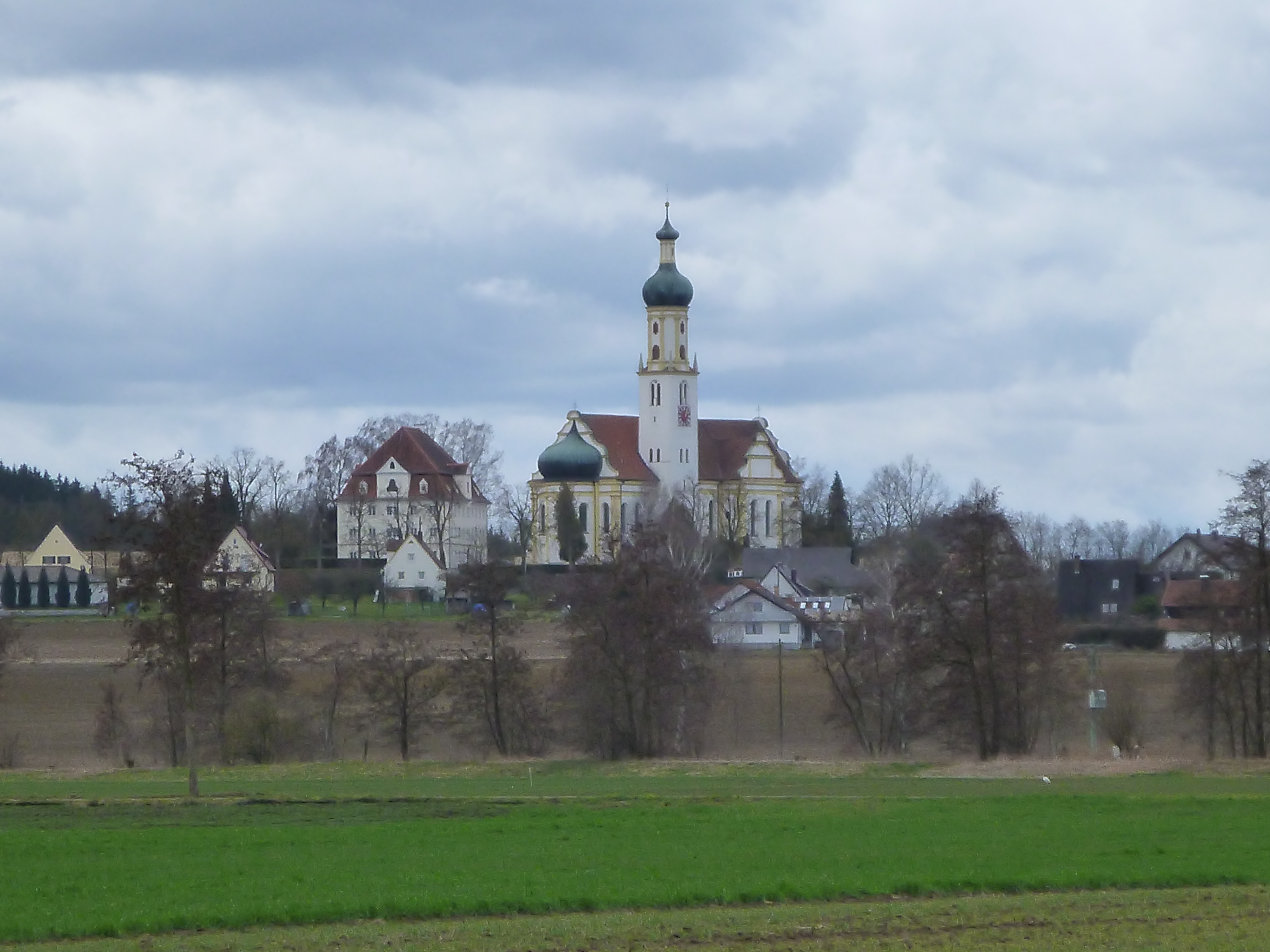
Церкви Св. Иакова и Лаврентия
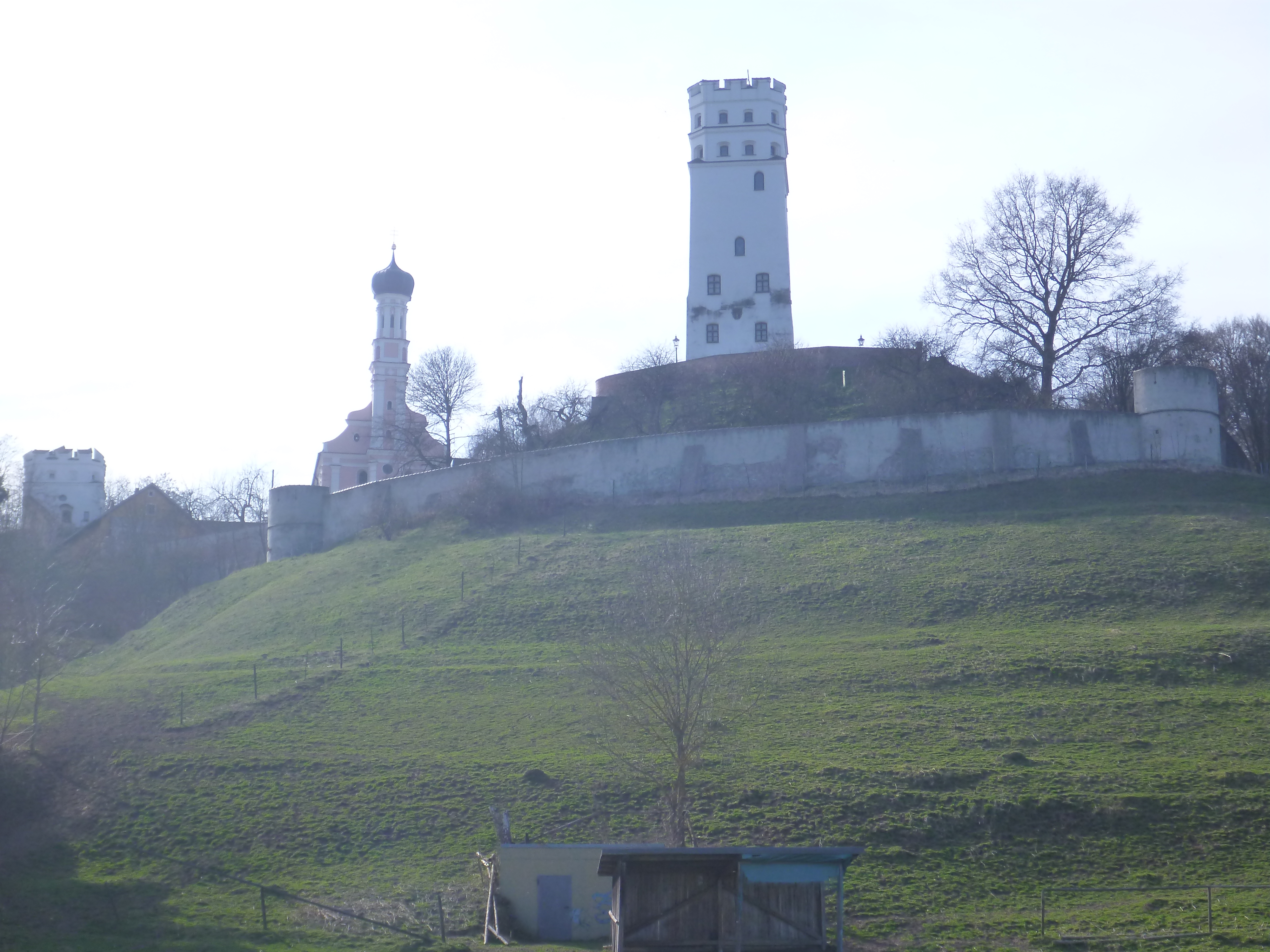
Замок Маркт
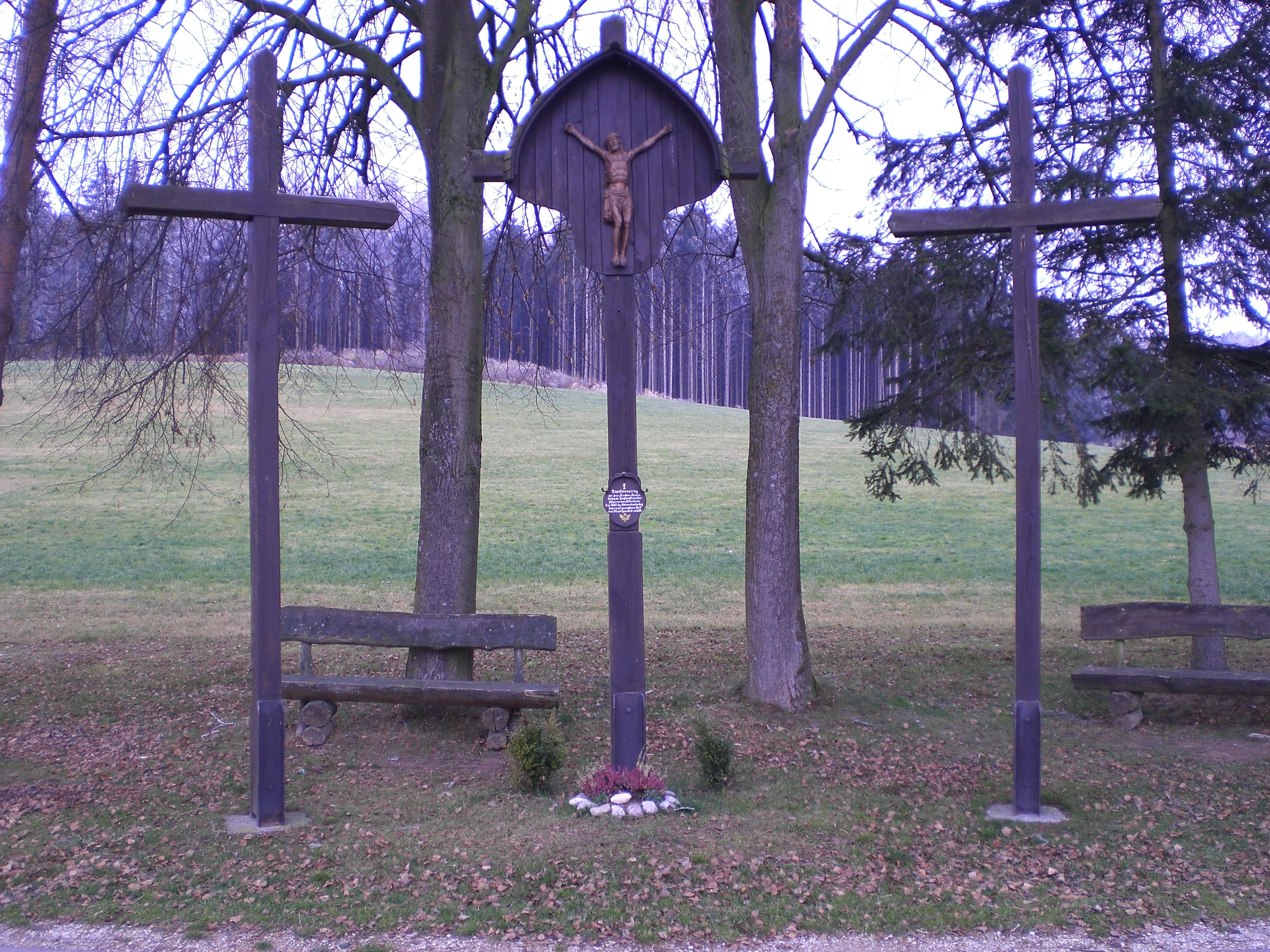
Мемориал Ульриха Цуземшнейдера

## Население
По оценке на 31 декабря 2015 года население общины Бибербах составляет 3444 чел. 

| Дата      | 1840 | 1871 | 1900 | 1925 | 1939 | 1950 | 1961 | 1970 | 1987 | 2011 |
| --------- | ---- | ---- | ---- | ---- | ---- | ---- | ---- | ---- | ---- | ---- |
| Население | 1557 | 1466 | 1734 | 1775 | 1790 | 3023 | 2381 | 2499 | 2758 | 3366 |

| Год       | 1960 | 1970 | 1980 | 1990 | 2000 | 2009 | 2010 | 2011 | 2012 | 2013 | 2014 | 2015 |
| --------- | ---- | ---- | ---- | ---- | ---- | ---- | ---- | ---- | ---- | ---- | ---- | ---- |
| Население | 2381 | 2576 | 2661 | 2909 | 3434 | 3402 | 3361 | 3399 | 3418 | 3436 | 3434 | 3444 |